# Збиранка
Збиранка — село в Україні, у складі Львівської міської громади, підпорядковується Львівській міській раді, як частина Шевченківського району м. Львова, Львівського району, Львівської області.

## Уродженці
- Іван Вика (2001—2024) — солдат 31-ої ОМБр, боронив Україну на Донеччині. Поховали захисника 06.08.2024 в с. Збиранка.